# Guimbal
Guimbal, es el nombre oficial de un municipio (tagalo: bayan; cebuano: lungsod; ilongo: banwa; ilocano: ili; a veces munisipyo en tagalo, cebuano e ilongo y munisipio en ilocano)  de cuarta categoría  perteneciente a la provincia  de Iloilo  en Bisayas occidentales (Región VI).

## Historia
La primera referencia histórica data del año 1590, concretamente en el apéndice de la obra del Padre Coco de Medina titulada, "Historia de la orden agustina en las Filipinas", donde se refirió al establecimiento de un convento.

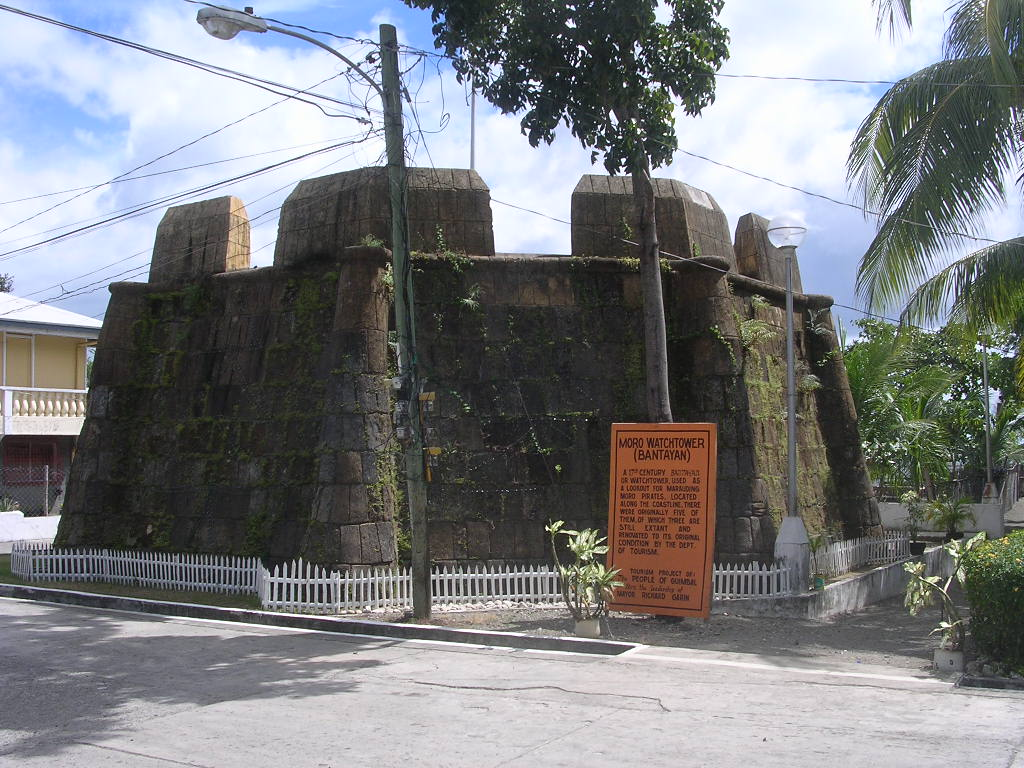
Torre de vigilancia.

El nombre del municipio deriva del instrumento musical del mismo nombre. Los españoles observaron como los nativos empleaban dicho instrumento para advertir a la gente de la llegada de los piratas moros que saqueaban la ciudad capturando a las personas nativos para ser vendidas como esclavos en Mindanao. Muestra de  gratitud al instrumento, con gran espíritu y orgullo como pueblo inconquistado, los habitantes nombraron su asentamiento Guimbal.

## Economía
Citado por la Cámara de Comercio e Industria de Filipinas como una de  los municipios que muestran una actitud  más favorable para los negocios, en su categoría de 4ª a 6ª clase en Visayas Occidental, siendo considerada la ciudad más limpia y más verde de Iloílo.
La agricultura y la pesca son una de las principales fuentes de sustento de su población, destacando la producción de mango en Iloílo, así como otros frutos de temporada.

## Turismo
Con una costa de 9 kilómetros (5,6 millas) frente a las aguas azules del Golfo de Panay, ha atraído a turistas de diferentes lugares debido a sus playas  y balnearios.